# بخش کیشکور
بخش کیشکور در شهرستان سرباز در استان سیستان و بلوچستان در جلسه ۱۳ آذر ۹۸ توسط هیئت دولت ایجاد گردید.